# Родий
| 45         | Родий |
| Rh102,9055 |       |
| 4d85s1     |       |

Ро́дий (химический символ — Rh; лат. Rhodium) — химический элемент 9-й группы (переходный металл, по устаревшей классификации — побочной подгруппы восьмой группы, VIIIB), пятого периода периодической системы химических элементов Д. И. Менделеева, с атомным номером 45.
Простое вещество родий — это твёрдый тяжёлый благородный металл серебристо-белого цвета, платиновой группы.

## История
Открыт в Англии в 1803 году Уильямом Гайдом Волластоном в ходе исследований самородной платины. В 1804 году Волластон доложил Королевскому обществу, что в платиновой руде из Южной Америки он обнаружил новые ранее неизвестные металлы — палладий и родий. Стремясь очистить выделенную из руды «сырую» платину от примесей золота и ртути, он растворял её в царской водке, а затем осаждал из раствора нашатырём. Оставшийся раствор имел розовый оттенок, что было невозможно объяснить присутствием известных тогда примесей. Добавление в этот раствор цинка привело к выпадению чёрного осадка, в состав которого вошли другие металлы, такие как медь, свинец, палладий и родий. Разбавленная азотная кислота растворила всё, кроме палладия и родия.
Волластон обнаружил, что если попытаться вновь растворить этот высушенный осадок царской водкой, то растворяется лишь его часть. После разбавления раствора водой Волластон добавил в него цианид калия, что привело к обильному выпадению осадка уже оранжевого цвета, который при нагревании сначала приобрёл серый цвет, а затем сплавился в капельку металла — палладия, который по удельному весу был легче ртути. (См. также историю открытия палладия).
К оставшейся нерастворённой части Волластон добавлял хлорид натрия. После промывки этанолом розово-красный осадок прореагировал с цинком, который вытеснил родий из ионного соединения в виде свободного металла.
Волластон первым начал исследования свойств родия — определил его плотность и описал некоторые сплавы и соединения. Свои работы металлу также посвятили многие выдающиеся химики XIX века, среди которых были Берцеллиус, Воклен и Клаус, а из более поздних — Иергенсен, Лейдье и Вильм.
После открытия родий нашёл лишь незначительное применение — на рубеже XIX—XX веков родийсодержащие термопары использовались для измерения температуры до 1800 °C. Первым крупным применением было гальваническое покрытие для декоративных целей и в качестве антикоррозийной защиты. Однако наибольший спрос на родий возник после внедрения автопроизводителем Volvo в 1976 году трёхкомпонентного каталитического нейтрализатора, в котором платина и родий обеспечивают разложение оксидов азота на инертный молекулярный азот и кислород, а платина и палладий образовавшийся свободный кислород связывают с углеводородами несгоревшего топлива и окисью углерода.

## Происхождение названия
Волластон предложил название «Rhodium» как намёк на др.-греч. ῥόδον — роза, так как типичные соединения родия(III) имеют глубокий тёмно-красный цвет. Именно соединения родия окрашивали в розовый цвет остаток раствора после осаждения из него платины в экспериментах Волластона. Ещё более насыщенный к красному цвет можно увидеть, напрямую растворив металл в царской водке.

## Содержание в природе
Родий очень редкий и рассеянный элемент. В природе встречается только изотоп 103Rh. Среднее содержание родия в земной коре 1⋅10−7 % по массе, в каменных метеоритах 4,8⋅10−5 %. Содержание родия повышено в ультраосновных изверженных породах. Собственных минералов не имеет. Содержится в некоторых золотых песках Южной Америки. Содержится в никелевых и платиновых рудах в виде простого соединения. До 43 % родия приходится на мексиканские золотые месторождения. Также содержится в изоморфной примеси минералов группы осмистого иридия (до 3,3 %), в медноникелевых рудах. Редкая разновидность осмистого иридия — родиевый невьянскит — самый богатый родием минерал (до 11,3 %).

### Месторождения
Ежегодно в мире добывается менее 30 тонн родия. В 2019 добыли 757 тыс. унций (23 542.7 кг). Месторождения родия находятся на территории ЮАР (на неё приходится 60 % добычи), Канады, Колумбии, России.

## Физические свойства

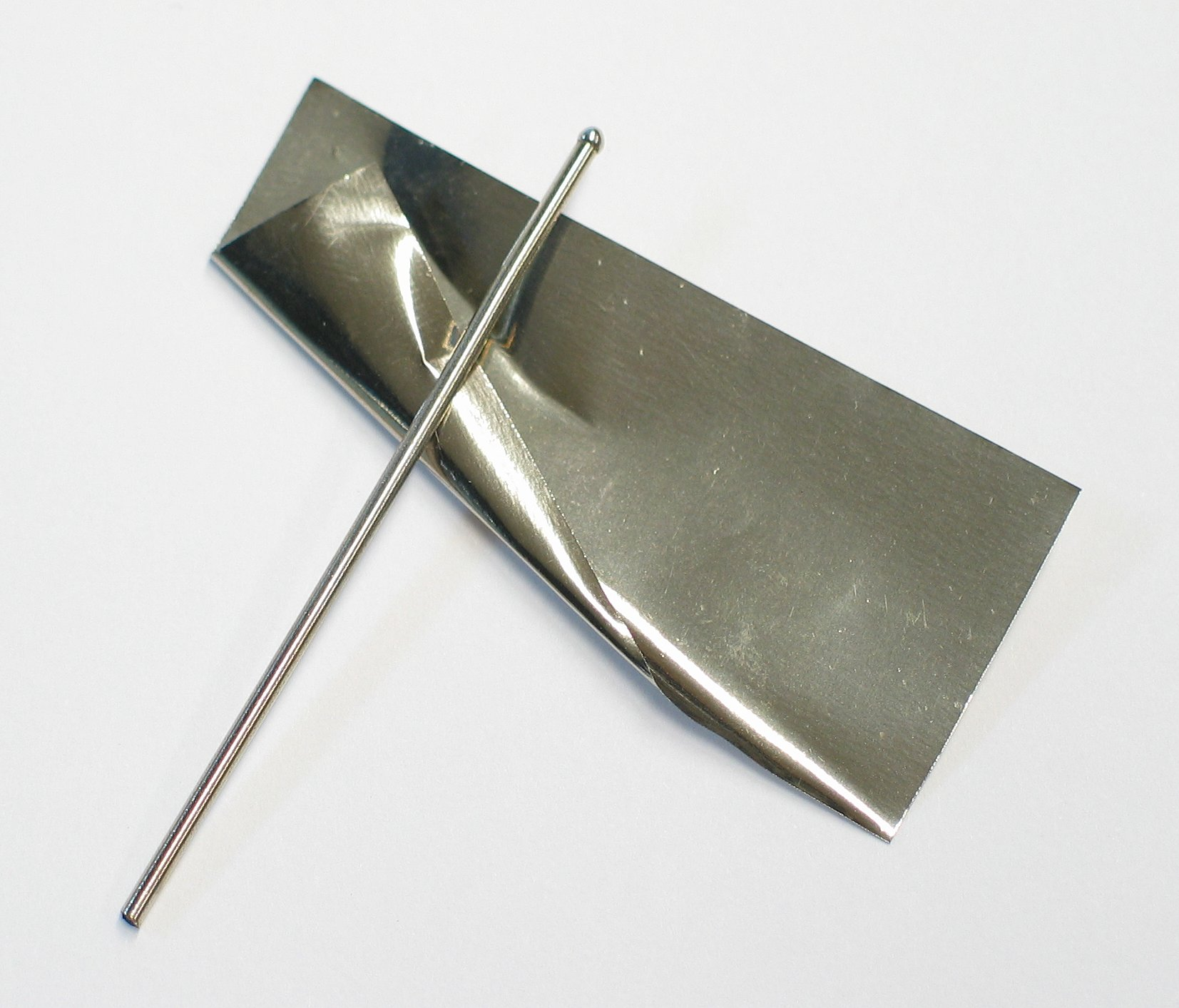
Родиевая фольга и проволока

Полная электронная конфигурация атома родия: 1s22s22p63s23p63d104s24p64d85s1
Родий — твёрдый металл серебристо-серого цвета. Химически чистый родий, полученный из солей методом восстановления, имеет вид светло-серого порошка или губки, которые при сплавлении образуют металл, напоминающий своим цветом алюминий.
Очень мелкий порошок родия имеет чёрный цвет и называется родиевой чернью. Получают данную форму при восстановлении солей гидразином, формалином или формиатом аммония. Родиевая чернь по своим свойствам подобна платиновой черни — обладает сильными каталитическими свойствами и также способна активно поглощать водород.
Родий имеет высокий коэффициент отражения электромагнитных лучей видимой части спектра, поэтому широко используется для изготовления «поверхностных» зеркал.

## Изотопы родия
Весь природный родий состоит из изотопа 103Rh.
Наиболее долгоживущие изотопы
| Изотоп | Период полураспада |
| ------ | ------------------ |
| 101Rh  | 3,3 года           |
| 102Rh  | 207 дней           |
| 102mRh | 2,9 года           |
| 99Rh   | 16,1 дней          |

## Химические свойства
Родий — благородный металл, по химической стойкости в большинстве коррозионных сред превосходит платину.
Металлический родий растворяется в царской водке при кипячении, в расплаве КНSО4, в концентрированной серной кислоте при нагревании, а также электрохимически, анодно — в смеси перекиси водорода и серной кислоты.
Родий характеризуется высокой химической устойчивостью. С неметаллами он взаимодействует только при температуре красного каления. Мелко измельчённый родий медленно окисляется только при температуре выше 600 °C:
{\displaystyle {\mathsf {4Rh+3O_{2}\rightarrow 2Rh_{2}O_{3}}}}
При нагревании родий медленно взаимодействует с концентрированной серной кислотой, раствором гипохлорита натрия и бромоводорода. При спекании реагирует с расплавами гидросульфата калия KHSO4, пероксида натрия Na2O2 и пероксида бария BaO2:
{\displaystyle {\mathsf {2Rh+6KHSO_{4}\rightarrow 2K_{3}[Rh(SO_{4})_{3}]+3H_{2}}}}
{\displaystyle {\mathsf {2Rh+3BaO_{2}\rightarrow Rh_{2}O_{3}+3BaO}}}

С концентрированной хлорной кислотой родий медленно взаимодействует и при комнатной температуре. Нагревание увеличивает скорость:

{\displaystyle {\mathsf {2Rh+9HClO_{4}\rightarrow 2Rh(ClO_{4})_{3}+3HClO_{3}+3H_{2}O}}}
В присутствии хлоридов щелочных металлов, когда есть возможность образовывать комплексы [RhX6]3−, родий взаимодействует с хлором, например:
{\displaystyle {\mathsf {2Rh+6NaCl+3Cl_{2}\rightarrow 2Na_{3}[RhCl_{6}]}}}
При действии на водные растворы солей и комплексов родия(III) щелочами образуется осадок гидроксида родия Rh(OH)3:
{\displaystyle {\mathsf {2Na_{3}[RhCl_{6}]+3NaOH\rightarrow Rh(OH)_{3}\downarrow +6NaCl}}}
Гидроксид и оксид родия(III) проявляют основные свойства и взаимодействуют с кислотами с образованием комплексов Rh(III):
{\displaystyle {\mathsf {Rh_{2}O_{3}+12HCl\rightarrow 2H_{3}[RhCl_{6}]+3H_{2}O}}}
Высшую степень окисления +6 родий проявляет в гексафториде RhF6, который образуется при прямом сжигании родия во фторе. Соединение неустойчиво. В отсутствие паров воды гексафторид окисляет свободный хлор:
{\displaystyle {\mathsf {2RhF_{6}+3Cl_{2}\rightarrow 2RhF_{3}+6ClF}}}
В низших степенях окисления +1 и +2 родий образует комплексные соединения.

## Получение
Родий извлекают из самородной платины. Сырую самородную платину помещают в фарфоровые котлы, после чего обрабатывают царской водкой при нагревании в течение суток. Родий, почти вся платина, палладий, неблагородные металлы (железо, медь и другие), частично рутений и иридий переходят в раствор, а в осадке остаётся осмистый иридий, кварц, хромистый железняк и другие примеси. Последующим добавлением в раствор хлорида аммония выделяют гексахлороплатинат(IV) аммония (NH4)2PtCl6. Оставшийся раствор упаривают, в осадке остаётся до 6 % родия, присутствуют также палладий, рутений, иридий, платина (всю её с помощью NH4Cl отделить не удаётся) и неблагородные металлы. Этот осадок растворяют в воде и ещё раз тем же способом отделяют платину. Раствор, в котором остались родий, рутений и палладий, направляют на очистку и разделение.
Родий извлекают разными способами. Известен способ, предложенный советским учёным В. В. Лебединским в 1932 году. Вначале на раствор действуют нитритом натрия NaNO2. Таким образом осаждают и отделяют от раствора гидроокиси неблагородных металлов. Родий сохраняется в растворе в форме Na3[Rh(NO2)6]. После этого действием NH4Cl на раствор на холоде выделяют родий в виде малорастворимого комплекса (NH4)2Na[Rh(NO2)6]. Однако при этом вместе с родием в осадок переходит и иридий. Другие платиновые металлы — рутений, палладий и остатки платины — остаются в растворе.
На осадок воздействуют разбавленным едким натром, что позволяет растворить его. Из полученного раствора действием аммиака и NH4Cl снова осаждают родий. Осаждение происходит за счёт образования малорастворимого комплексного соединения [Rh(NH3)3(NO2)3]. Отделённый осадок тщательно промывают раствором хлористого аммония. После этого осадок обрабатывают соляной кислотой, нагревая его в ней в течение нескольких часов. Протекает реакция:
{\displaystyle {\mathsf {2[Rh(NH_{3})_{3}(NO_{2})_{3}]+6HCl\rightarrow 2[Rh(NH_{3})_{3}Cl_{3}]+3NO_{2}+3NO+3H_{2}O}}}
с образованием триаминтрихлорида родия ярко-жёлтого цвета. Осадок тщательно промывают водой, переводя в состояние, пригодное для выделения металлического родия.
Прокаливание полученного соединения проводят в течение нескольких часов при 800—900 °C. Итогом процесса является порошкообразный продукт смеси родия с его окислами. Порошок охлаждают, промывают разбавленной царской водкой с целью удаления оставшегося незначительного количества неблагородных примесей, после чего при высокой температуре в среде водорода восстанавливают до металла.
Из-за очень ограниченного объёма добываемого природного родия рассматривается вариант выделения его стабильного изотопа из осколков деления ядерного топлива (урана, плутония, тория), среди которых родий постепенно накапливается в значительных количествах — до 130—180 граммов на тонну осколков. Учитывая развитую атомную энергетику в крупнейших индустриальных странах, объём добычи реакторного родия может в несколько раз превысить его добычу из руд. Возможно, потребуется исследовать режимы работы реакторов, при которых количество родия в процентном отношении к массе осколков будет выше, и таким образом атомная промышленность может стать основным поставщиком родия на мировой рынок.

## Применение

### Катализаторы

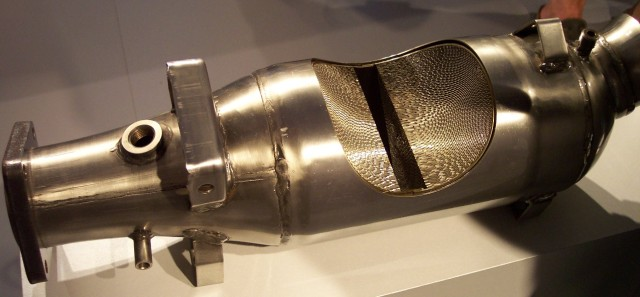
Разрез автомобильного каталитического нейтрализатора

Родий применяется в катализаторах — до 81 % всего его производства направляется именно в эту сферу. Основные направления применения:
- В каталитических фильтрах-нейтрализаторах выхлопных газов автомобилей.
- Как катализатор в различных реакциях, например, при получении уксусной кислоты из метилового спирта.
- Сплав родия с платиной — очень эффективный катализатор для производства азотной кислоты окислением аммиака воздухом, его применению нет экономически оправданной альтернативы.

### Конструкционный материал
- При производстве изделий из стекла (сплав платина-родий применяется при изготовлении фильер для вытягивания стеклонитей), а также жидкокристаллических экранов. В связи с ростом производства жидкокристаллических устройств потребление родия быстро растёт: в 2003 в производстве стекла было использовано 0,81 тонны, в 2005 — 1,55 тонны родия.
- Металлический родий используется для производства зеркал для мощных лазерных систем, подвергающихся сильному нагреву (например, фтороводородных лазеров), а также для производства дифракционных решёток к приборам для анализа вещества — спектрометрам.
- Тигли из платино-родиевых сплавов используются в лабораторных исследованиях, а также для выращивания некоторых драгоценных камней и электрооптических кристаллов.

### Термопары
Термопары платина-родий и другие. В частности, широкое применение нашли сплавы родия с иридием (например, ИР 40\60) для очень эффективного и долговечного измерения высоких температур (до 2200 °C).

### Свечи зажигания
Небольшая добавка родия к иридию в материале электродов свечей зажигания существенно снижает электрокоррозию, и продлевает срок их службы.

### Материал контактных пар
Благодаря высокой стойкости к электроэрозии, родий и его сплавы применяются в качестве материала для контактов: герконы, разъёмы, скользящие контакты.

### Ювелирное дело

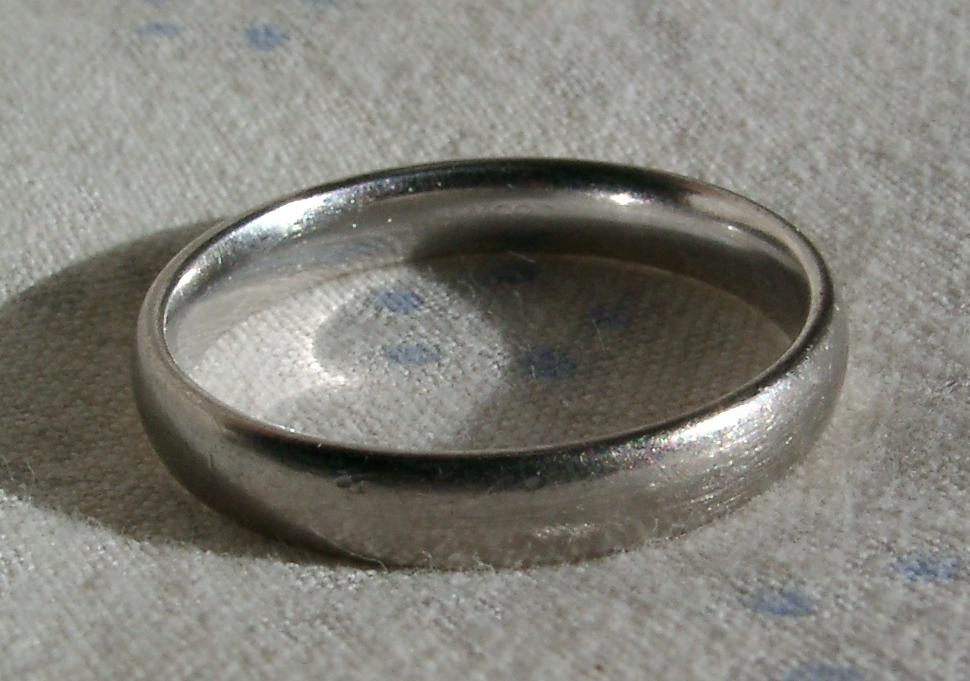
Обручальное кольцо из белого золота с родиевым покрытием

Для получения износостойкой и коррозионноустойчивой поверхностной плёнки на металлы гальваническим способом осаждается родий (родирование).
Холодный белый блеск родия в оправе хорошо сочетается с бриллиантами, фианитами и другими камнями. Родием также покрывают изделия из серебра, что предотвращает их потемнение. Нанесение на ювелирное изделие родиевого покрытия уменьшает износ и увеличивает твёрдость поверхности изделия, защищая от царапин.
В 2009 году один из частных монетных дворов США впервые в мире выпустил монету из родия. Из-за крайне высокой температуры плавления родия потребовалась разработка особого процесса производства монет, так как прежние не подошли. Выпущенные монеты не являются платёжным средством и используются исключительно в качестве объекта инвестирования.
В 2014 году Национальный банк Руанды выпустил монету достоинством 10 руандийских франков из родия как платёжное средство.
За счёт высокой антикоррозионной характеристики и способности не окисляться под воздействием атмосферного кислорода, в ювелирной промышленности широко применяется родирование ювелирных изделий из серебра. Изделия приобретают после родирования глубокий и жёсткий стальной блеск, и не окисляются (не темнеют, не зеленеют). Наиболее часто родирование применяется при изготовлении серебряных колец и других серебряных украшений подверженных в ходе эксплуатации постоянному окислению среды.

### Ядерные технологии
Родиевые датчики прямого заряда применяются в ядерных реакторах для измерения нейтронного потока.

### Прочее
Родий применяется для изготовления анодных мишеней рентгеновских трубок, применяемых для РФА и рентгеноструктурного анализа. Связано это с тем, что родий является очень редким металлом, и его характеристическое рентгеновское излучение легко отличается от такового у остальных элементов, к тому же, родий обладает высокой температурой плавления, что позволяет его применять в таком качестве.

## Цены
Родий подвержен самым большим ценовым колебаниям из всех благородных металлов — цена на него за последние полвека менялась в сотни раз. В феврале 2006 года цены на родий достигли рекордного значения 3500 долл. за тройскую унцию. В январе 2008 года цены на родий установили новый рекорд — 7000 долл. за унцию. После пика в 10100 долл. за унцию цена на родий упала до 900 долл. на конец ноября 2008 в связи с кризисом в автомобилестроении. 19 ноября 2009 года цена металла поднялась до 2600 долларов за унцию.
По состоянию на сентябрь 2015 года средняя цена на родий составляет 756,67 долл. за унцию.
Наименьшая цена за последние годы на родий наблюдалась в августе 2016 года и составляла 625 долл. за унцию, после чего цена на металл стабильно растёт. Цена унции в конце января 2020 цена достигла 10165 долларов, 20 февраля 2021 года цена преодолела отметку 20000 долларов, а в конце марта 2021 цена достигла рекордных 30000 долларов, после чего начала снижаться.

## Биологическая роль и физиологическое воздействие
Соединения родия довольно редко встречаются в повседневной жизни и их воздействие на человеческий организм до конца не изучено. В целом, они являются высокотоксичными и канцерогенными веществами. Применение хлорида родия 12,6 мг/кг веса крыс является летальной дозой для половины группы (ЛД50). Соли родия способны сильно окрашивать человеческую кожу.